# 福井県道221号奥越高原線
福井県道221号奥越高原線（ふくいけんどう221ごう おくえつこうげんせん）は福井県勝山市と同県大野市を結ぶ一般県道である。

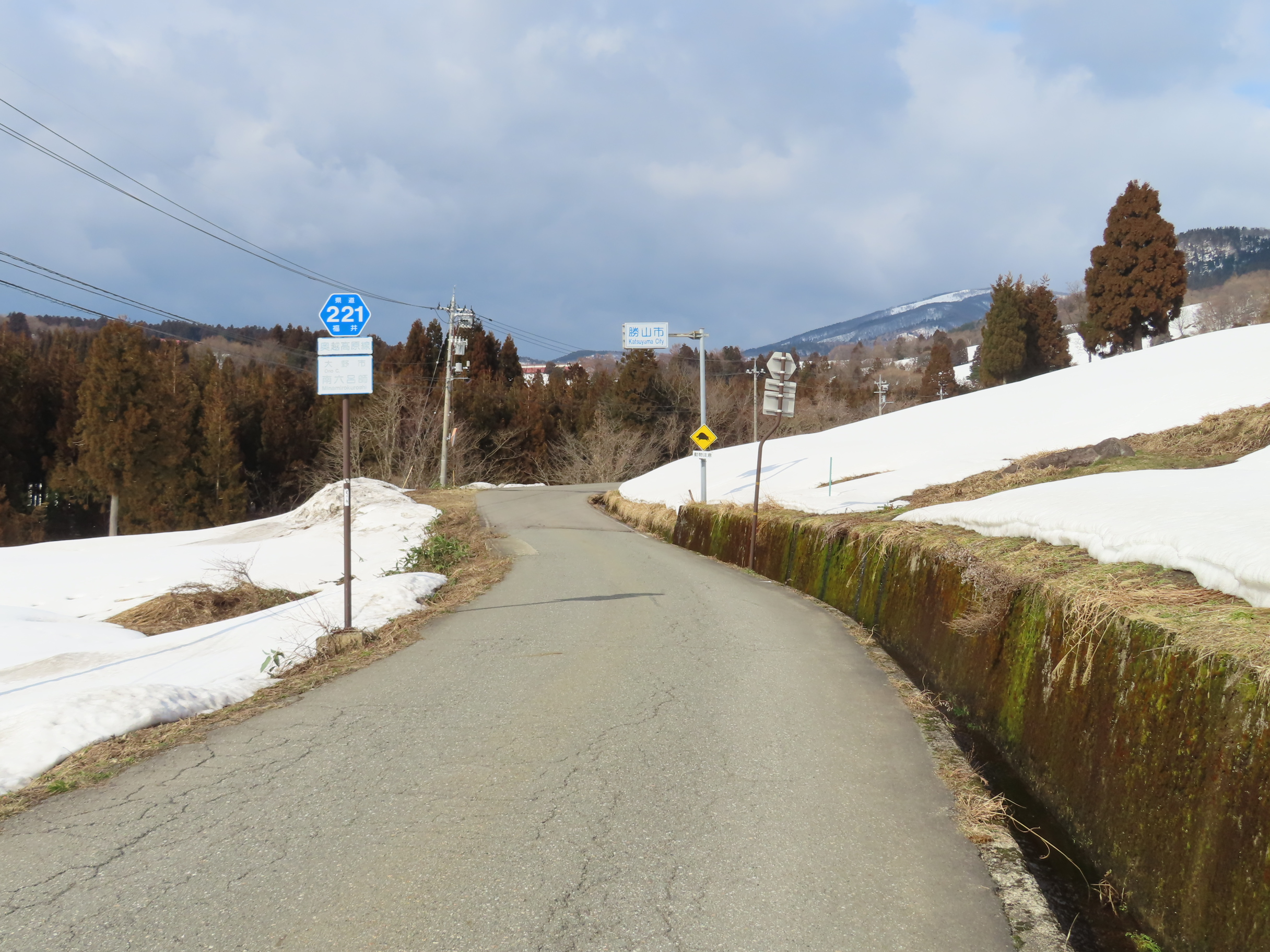
大野市南六呂師。奥には勝山市との境界が見える。

## 路線概要
路線名通り、奥越高原を周回する役割を担う路線である。特に大野市側は六呂師高原リゾートの中心を通過するので、高原内の移動および高原へのアクセスという意味で非常に重要な路線となっている。ちなみに勝山市と大野市を結んでいるが終点の福井県道26号が勝山市と大野市を結ぶ役割を担っているので、この役割は非常に薄く当路線を利用する必要は見受けられない。

### 路線データ
- 起点：福井県勝山市平泉寺町赤尾
- 終点：福井県大野市南六呂師

## 通過する自治体
- 福井県
  - 勝山市 - 大野市

## 道路状況
起点および六呂師高原周辺は片側1車線の確保された道路を有しているが、その他の区間では離合困難な1.2から1.4車線程度の狭路が続いている。この険道区間は高原に至るための上り、もしくは下界へ降りるための下りの区間なので、ブラインドカーブが多く勾配もかなり急である。この区間は主に勝山市側であり、大野市側では高原の雰囲気を存分に味わえる開放感溢れる道であり、その分交通量も多い。勝山市側と大野市側では道の雰囲気が一変する路線である。

## 接続路線
- 福井県道26号大野勝山線（終点）
- 福井県道169号平泉寺大渡線（起点）

## 沿線
- 六呂師高原
- ラブリー牧場